# 齊柏林飛船一號
齊柏林飛船一號（德語：Zeppelin LZ 1，LZ是Luftschiff Zeppelinas的簡稱，意即齊柏林飛船），為歷史上首個真正成功試驗的硬式飛船。在西元1900年七月2日，從位於德國南部腓特烈港博登湖上的飛船機艙起飛，並成功飛行。

## 研究設計期間
齊柏林伯爵在西元1898年自軍中退役後，就將自己大量精力投入在硬式飛船的研發上。西元1898年，齊柏林伯爵創立了社會航空促進公司（德語：Gesellschaft zur Förderung der Luftschifffahrt），該公司資本額為八十萬德國馬克，其中齊柏林就持有三十萬德國馬克的股權T，剩下的五十萬馬克的股權則有十萬是來自同為氣船製造者的德國企業家：卡爾·伯格，並且他的公司也提供齊柏林飛船船身支架的鋁金屬。齊柏林的公司首先建造了一個大型浮動機棚，這有兩個原因，首先，齊柏林認為將飛船降落在水面上是比較安全的做法；其二，由於飛船會在機棚兩邊停靠，因此當起風時，機棚會隨之轉動，使飛船永遠是保持在面風的狀態。
齊柏林一號飛船採用了圓柱形的船身支架，16個鋼絲支撐的多邊形橫向支架與24個縱向支架建立起船身主要枝幹，外面包裹著棉質的船身表皮。在船身裡，總共有17個以棉為材料、儲存升力來源氣體的氣囊。飛船的轉向由船身前後的方向舵和兩具 10.6 kW（14.2 hp）的戴姆勒 NL-1內燃機引擎，每具使用安裝在箱中的兩個螺旋槳。飛船的節距調節控制器，約100（220磅） 重，並懸吊在船身下方前面或後面，來調節控制器的高度。乘客和機組員則乘坐在在兩個6.2米（20英尺） 長，鋁製的客艙，客艙分別安裝在船身下方前後。
西元1898年六月17日，卡爾·伯格公司製造的LZ 1一部分船身支架送達組裝廠後開始動工，並於西元1900年一月27日完工。 同年七月2號的下午，LZ 1完成氣囊充氣，並飛出機棚，由普魯士氣船營的漢斯·巴茨赫·馮·希格斯范（德語：Hans Bartsch von Sigsfeld）中尉操控。
在第一次飛行途中，發現LZ 1的船身出現許多問題，最後是將兩個機艙的連結走道長度縮小來將問題解決。此時，飛船的浮動重量增加到150公斤，前後的方向舵安裝到了一個盒型裝置中，升降舵則是安裝在機鼻下。

## 營運歷史

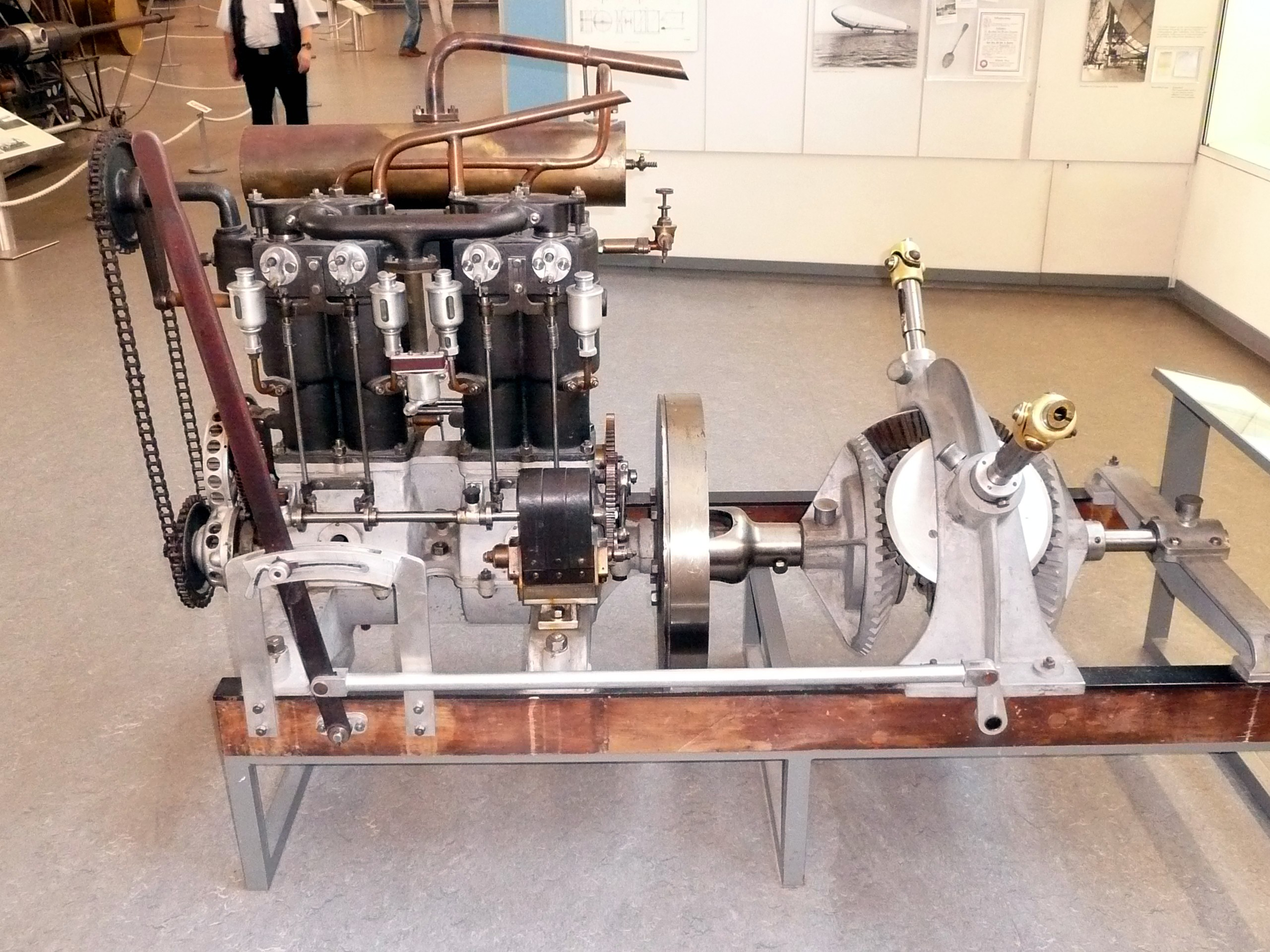
一具戴姆勒 NL-1發動機，展示於慕尼黑德意志博物館。

LZ 1飛船的首次飛行共時17分鐘，攜帶了五名乘客達到了 410米（1,350英尺）高空，飛行距離 6.0 km（3.7 mi） ，但在降落前出現了一些問題並進行了緊急落地。在維修後，飛船又飛行了兩次，分別在八月17日和24日，以每小時6公里（3.2節；3.7英里）的速度擊敗了法國陸軍的非硬式氣船－ La France創下的世界紀錄。但這無法使投資者滿意，由於資金耗盡，齊柏林伯爵不得不將LZ 1飛船解體並清算公司資產。

## 規格資料

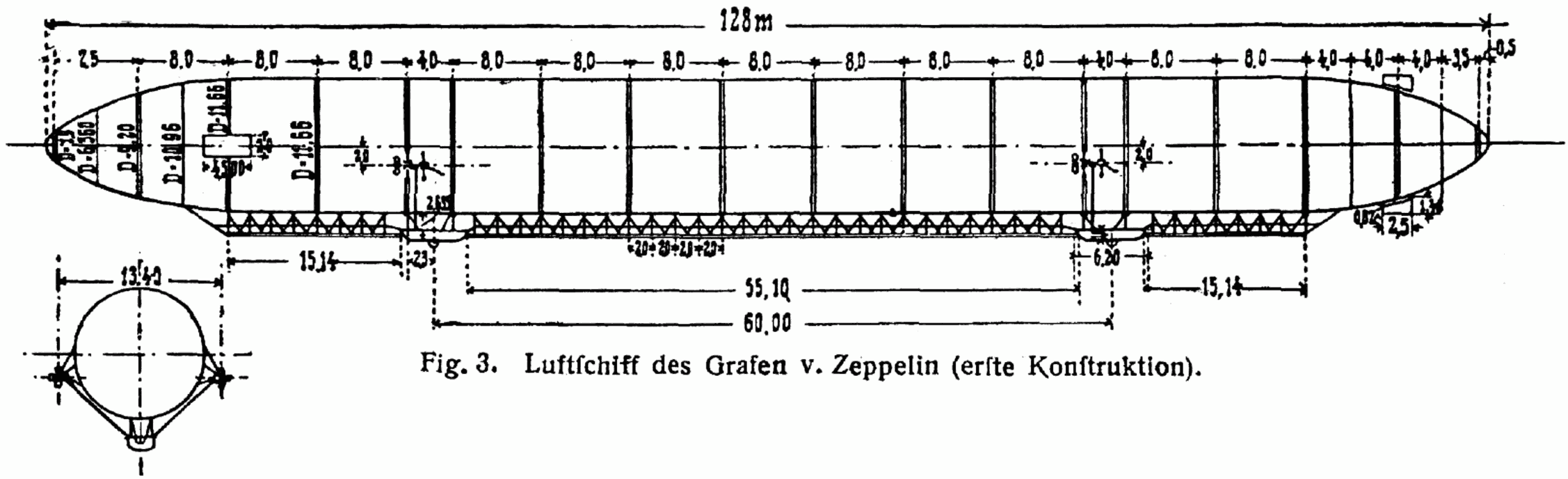
全辭典百科全書，第二版（1904－1920），其中包括了LZ 1的建造計畫。

数据来源： Robinson 1973 pp.23-4
基本诸元
- 长度： 128.02公尺（420.69英呎0英吋）
- 直径： 11.73公尺（38英呎6英吋）
- 体积： 11,298立方公尺（399,000立方英呎）
- 有效载荷： 12,428公斤（27,400磅）
- 发动机： 2 × 戴姆勒NL-1（英语：Daimler NL-1）四缸水冷活塞引擎，11千瓦（14.2匹馬力） 每个

性能
- 最大速度： 27公里/時（17英里/時）

## 延伸閱讀
- 氫氣技術使用時間線表（英语：Timeline of hydrogen technologies）
- 齊柏林飛船

## 註記
1. ↑  Lueger, Otto: Lexikon der gesamten Technik und ihrer Hilfswissenschaften, Bd. 1 Stuttgart, Leipzig 1920., S. 404–412. Luftschiff （页面存档备份，存于）
2. ↑  Robinson 1973 p. 23
3. ↑  Robinson 1973 p. 25
4. ↑  Robinson 1973, pp. 27–28